# جوناثان ديكسون
جوناثان ديكسون (بالإنجليزية: Jonathan Dickson)‏ مواليد 25 فبراير 2000 في أندرسون، الولايات المتحدة، هو ممثل أمريكي بدأ مسيرته الفنية سنة 1997.

## الأعمال
- 30 روك
- دفتر الملاحظات
- ساحر أوز
- زمار هاملين

## وصلات خارجية
- جوناثان ديكسون على موقع IMDb (الإنجليزية)
- جوناثان ديكسون على موقع قاعدة بيانات الفيلم (الإنجليزية)
- جوناثان ديكسون على موقع كينوبويسك (الروسية)
- الموقع الرسمي